# Megachile tiburonensis
Megachile tiburonensis är en biart som beskrevs av Cockerell 1924. Megachile tiburonensis ingår i släktet tapetserarbin, och familjen buksamlarbin. Inga underarter finns listade i Catalogue of Life.